# Dorothy Stanley
Dorothy Stanley (Hartford, 18 novembre 1952) è un'attrice teatrale statunitense, nota soprattutto come interprete di musical a Broadway.

## Biografia
Nata e cresciuta in Connecticut, Dorothy Stanley ha studiato all'Ithaca College e alla Carnegie Mellon University, laureandosi nel 1977. Durante gli studi recitò in diversi allestimenti di musical in scena a Pittsburgh, tra cui Oklahoma!, Damn Yankees e Gypsy. L'anno dopo la laurea ha fatto il suo debutto sulle scene newyorchesi nel musical Gay Divorce, a cui sono seguie apparizioni in produzioni regionali e tournée di Oh, Kay! (1978), Pal Joey (1979) e Show Boat (1979). Nel 1980 ha fatto il suo debutto a Broadway nel musical Sugar Babies con Ann Miller, a cui seguì il ruolo di Lily St. Regis in Annie. Dopo aver recitato in produzioni regionali di Pal Joey e Annie nel 1983, nel 1984 è tornata a Broadway nel musical 42nd Street, mentre l'anno successivo ha recitato nell'Off-Broadway in Dames at Sea. Dopo aver recitato in The 1940s Radio Hour a Millburn (1986), nel tour di Cabaret con il premio Oscar Joel Grey (1987) e Dames at Sea a North Shore (1987), nel 1988 ha recitato nel musical Mack and Mabel a Millbur con Ed Evanko e Scott Ellis.
Nel 1989 ha recitato con Sheila Smith in Anything Goes a North Shore, mentre nel 1993 è tornata a Broadway nel musical Kiss of the Spider Woman, in cui recitava accanto a Chita Rivera, Anthony Crivello e Brent Carver; sempre nel 1993 ha recitato a Toronto nel musical Show Boat per la regia di Harold Prince e l'anno successivo è tornata a Broadway nello stesso musical. Nel 1995 ha recitato in She Loves Me a St. Louis e cantato a Broadway nel concerto dedicato a Rodgers e Hammerstein Something Wonderful, mentre nel 1998 ha recitato a Broadway nel musical di Cole Porter High Society. Sempre nel 1998 ha recitato nel musical Gypsy a Milburn con Betty Buckley, per poi tornare a Broadway nel 2001 in Follies e nel 2002 in 42nd Street. Nel 2004 ha interpretato Madame Renaud in un revival di La Cage aux Folles a Broadway, seguito l'anno successivo da un nuovo allestimento di Sweeney Todd: The Demon Barber of Fleet Street all'Eugene O'Neill Theatre, in cui era la prima sostituta di Patti LuPone nel ruolo di Mrs. Lovett.
Dopo aver recitato ancora in Follies nel 2007, nel 2008 ha recitato a Broadway per l'ultima volta nel musical Gypsy. Negli anni successivi ha recitato in produzioni regionali dei musical Annie Get Your Gun (2010) e Annie (2012) e nella tournée del musical di Elton John Billy Elliot. Negli anni successivi ha stretto un sodalizio artistico con la Weston Playhouse di Weston, in cui ha recitato in Fiddler on the Roof (2012), 42nd Street (2013), Show Boat (2013), Brave persone (2014), Into the Woods (2014), Guys and Dolls (2015), Mary Poppins (2015), Follies (2016), Once (2017), The Music Man (2017), Piccola città (2018), Cabaret (2018), Indecent (2019) e The Sound of Music (2019).
La Stanley è stata sposata con Reginald Vessey dal 1999 al 2019.